# Здание биржи (Калининград)
Здание кёнигсбергской биржи — одна из достопримечательностей Калининграда, памятник архитектуры. Здание расположено на берегу реки Преголи рядом с Эстакадным мостом (современный адрес Ленинский проспект, дом 83). В настоящее время в здании размещён Калининградский областной музей изобразительных искусств.

## История

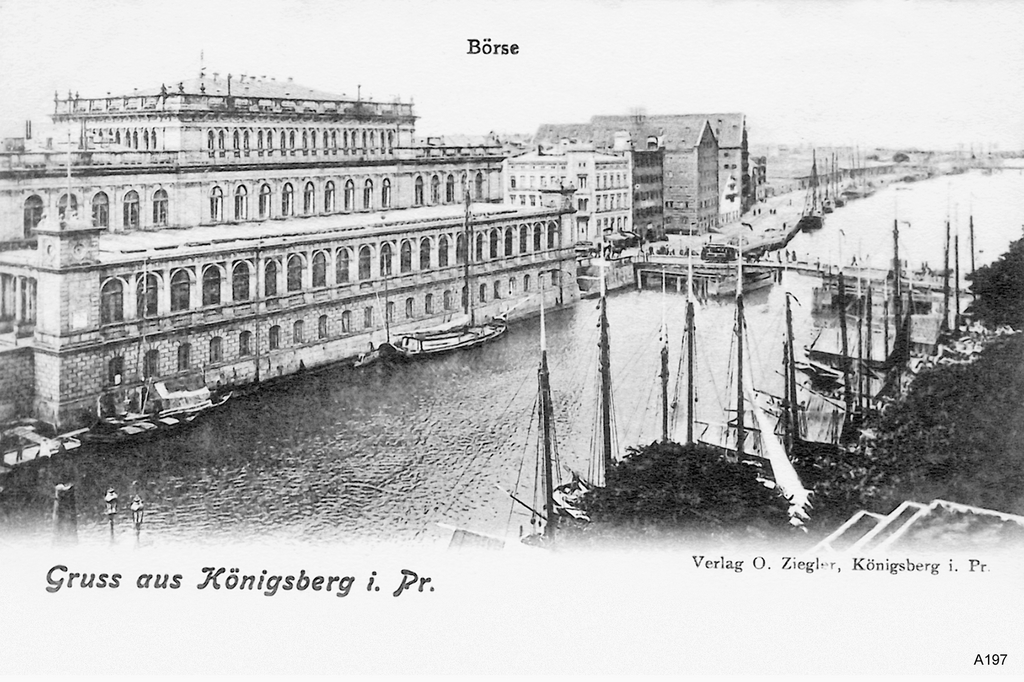
Северный фасад биржи, выходящий из вод реки Преголи, на старинной открытке

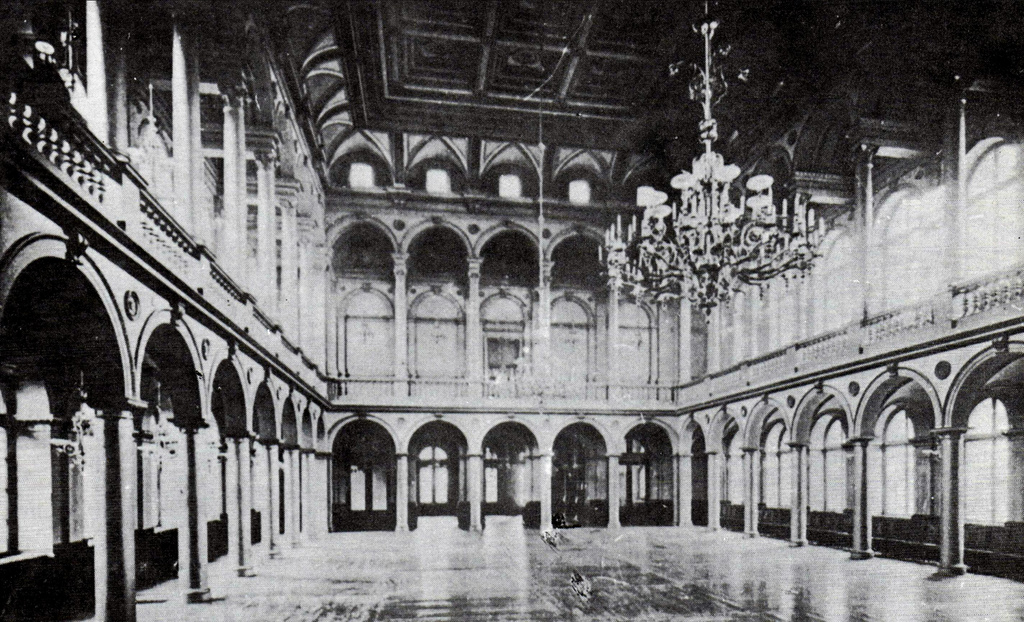
Главный зал биржи до войны

Сохранившаяся до наших дней биржа была не первым зданием такого рода в Кёнигсберге.
Первая кнайпхофская биржа была построена в 1623 году из дерева на месте, расположенном напротив (то есть на противоположном берегу реки) современного здания биржи. К концу XVIII века деревянное здание первой биржи сильно обветшало, и в 1798 году на том же месте построили новое здание. Однако всего через два года оно сгорело. В 1801 году всё на том же месте было построено третье, «предпоследнее» здание биржи, которое простояло до 1875 года и было снесено в связи с тем, что оно мешало расширению улицы.
Помимо Кнайпхофа, свою биржу также имел Альтштадт. Альтштадтская биржа была плавучей: она размещалась на пришвартованной у берега Преголи баржи. Первоначально, с 1699 года, альтштадтская биржа была ошвартована у Лавочного моста, а в 1717 году её переместили в район нынешнего Музея Мирового океана (примерно туда, где сейчас ошвартована подводная лодка Б-413). Однако уже в 1728 году все торговые операции Кёнигсберга стали проводиться на кнайпховской бирже, и альтштадсткая биржа прекратила своё существование. Третий кёнигсбергский город, Лёбенихт, своей биржи никогда не имел.
Новое здание биржи было построено архитектором Генрихом Мюллером, которого пригласили из Бремена. Строительство началось в 1870 году, а 6 марта 1875 года состоялось торжественное открытие здания. Биржа использовалась не только для проведения торгов. Здесь также устраивались выставки и проводились концерты.
Здание биржи сильно пострадало в результате бомбардировок Кёнигсберга британской авиацией в 1944 году. Частичным разрушениям подверглось оно и при штурме города советскими войсками в апреле 1945 года. При этом, здание неплохо сохранилось снаружи, лишившись лишь своего скульптурного убранства, включая скульптурные группы четырёх частей света — Америки, Азии, Африки и Европы по четырём углам здания.
После войны здание более двух десятилетий стояло в руинах и использовалось лишь в качестве декораций для фильмов о войне. В частности, в руинах биржи снимались заключительные сцены фильма «Отец солдата».
В 1960 году постановлением Совета министров РСФСР зданию был придан статус памятника архитектуры республиканского значения, и только в 1967 году была проведена реконструкция здания, при этом внешний вид остался довольно близок довоенному, но интерьер был в значительной мере перепланирован. После реконструкции здание стало использоваться как Дворец культуры моряков.
В 2021 году в здании биржи прошли съёмки фильма «Нюрнберг».

## Архитектурные особенности

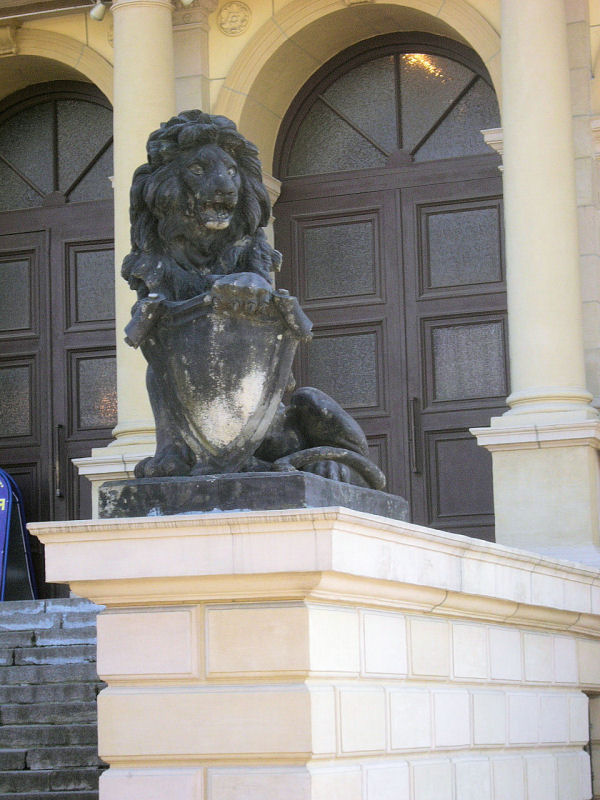
Лев-щитодержатель

Биржа была построена в нетипичном для Кёнигсберга стиле итальянского неоренессанса с элементами классицизма. Здание состоит из двух основных частей: большого двухсветного зала (35 м в длину, 22 в ширину и 19 в высоту) и крытой галереи, выходящей на реку. Зал биржи был вторым по величине в Кёнигсберге после зала московитов в Кёнигсбергском замке. К залу и галерее вели обособленные лестницы. Интерьеры здания также были оформлены в стиле ренессанса. Здание было украшено скульптурами работы кёнигсбергского скульптора Эмиля Хундризера: двумя львами-щитодержателями по обеим сторонам лестницы главного входа (сохранились) и четырьмя статуями-символами частей света по углам крыши (к настоящему времени утрачены). Размеры здания биржи — 73 м в длину и 23 в ширину. Здание стоит на 2202 сваях длиной от 12 до 18 м.

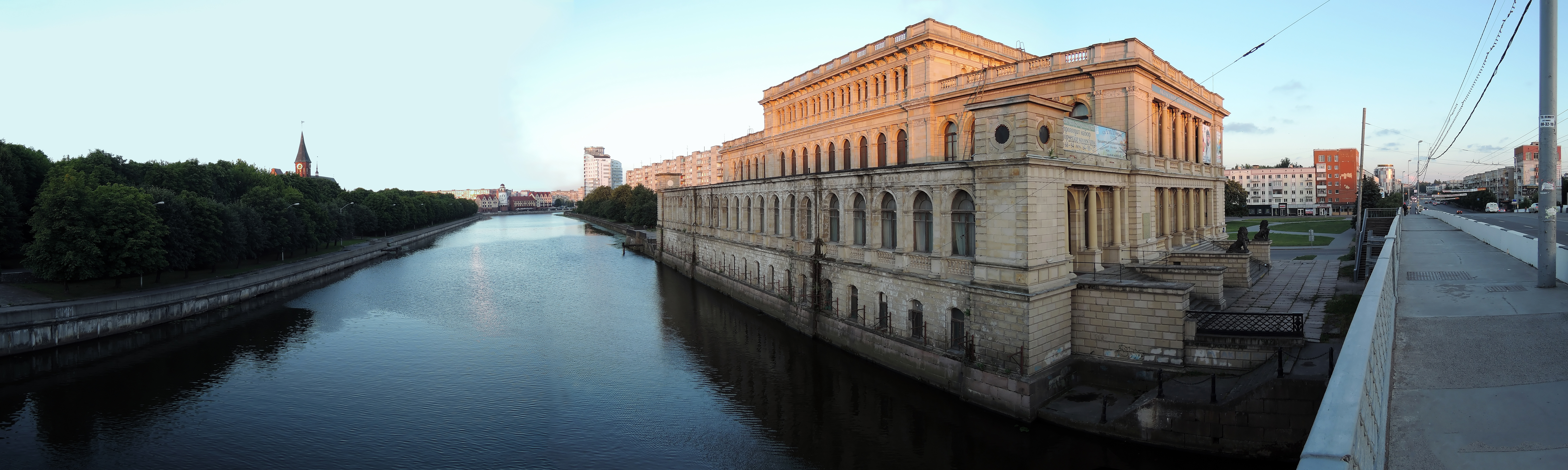
Панорама здания биржи с видом на реку Преголю (в центре), остров Кнайпхоф (слева) и Эстакадный мост (справа)